# Appartementsgebouw Vooruit
Het appartementsgebouw van de Vooruit op de hoek van de Antwerpsesteenweg en de Land van Waaslaan te Gent werd in 1928 ontworpen door de Gentse architect Paul De Taeye voor de Coöperatieve Maatschappij Vooruit. Het werd gebouwd in art-decostijl en het gelijkvloers bevatte drie winkels, namelijk een apotheek, kruidenierswinkel en kleren- en textielwinkel. Het gebouw werd in 2009 opgenomen in de Inventaris van het Bouwkundig Erfgoed.

## Ontwerp
De meeste gebouwen van De Taeye waren sober, en zijn een mengeling van art-deco en modernisme, maar dit appartementsgebouw is in tegenstelling tot zijn andere ontwerpen monumentaal en decoratief uitgewerkt. Het gebouw is gelegen op het punt waar twee drukke invalswegen naar de stad, de Antwerpsesteenweg en de Land van Waaslaan, samenkomen. Deze strategische locatie die uitkijkt op de Dampoort, destijds een dichtbevolkte arbeidersbuurt, werd reeds in 1912 aangekocht. Dit paste in de strategie van de coöperatie om zichzelf zo zichtbaar mogelijk te maken in het Gentse straatbeeld. Ook dit gebouw werd namelijk bovenaan bekroond met de grote letters “VOORUIT”, geheel conform de uitgewerkte huisstijl van de organisatie. In de winkelpuien van elk van de drie winkels werden de letters “VOORUIT” nogmaals herhaald.
Van buitenaf gezien lijkt het complex een uniform geheel, maar vanbinnen is het ingedeeld in drie afzonderlijk delen met elk een eigen traphal, afgescheiden van elkaar door twee parallelle draagmuren die door alle verdiepingen heen lopen. Het gebouw telt vier verdiepingen en heeft een plat dak. Behalve het gelijkvloers, dat voorbehouden is voor de handelszaken, telt elke verdieping per afzonderlijk deel één appartement. Anno 2021 zijn de drie afzonderlijke winkels verdwenen en omgevormd tot één grote apotheek die nog steeds verbonden is met de huidige CVBA Vooruit, nu deel van het grotere netwerk van COOP-apotheken. Deze en de 38 andere apotheken die nog uitgebaat worden door de CVBA Vooruit doorheen Oost- en West-Vlaanderen zijn het enige wat overblijft van het veel uitgebreidere netwerk van winkels in handen van Vooruit, waaronder oorspronkelijk ook kruideniers, bakkerijen, schoenen- en klerenwinkels.